# 聖喬治座堂 (伯斯)

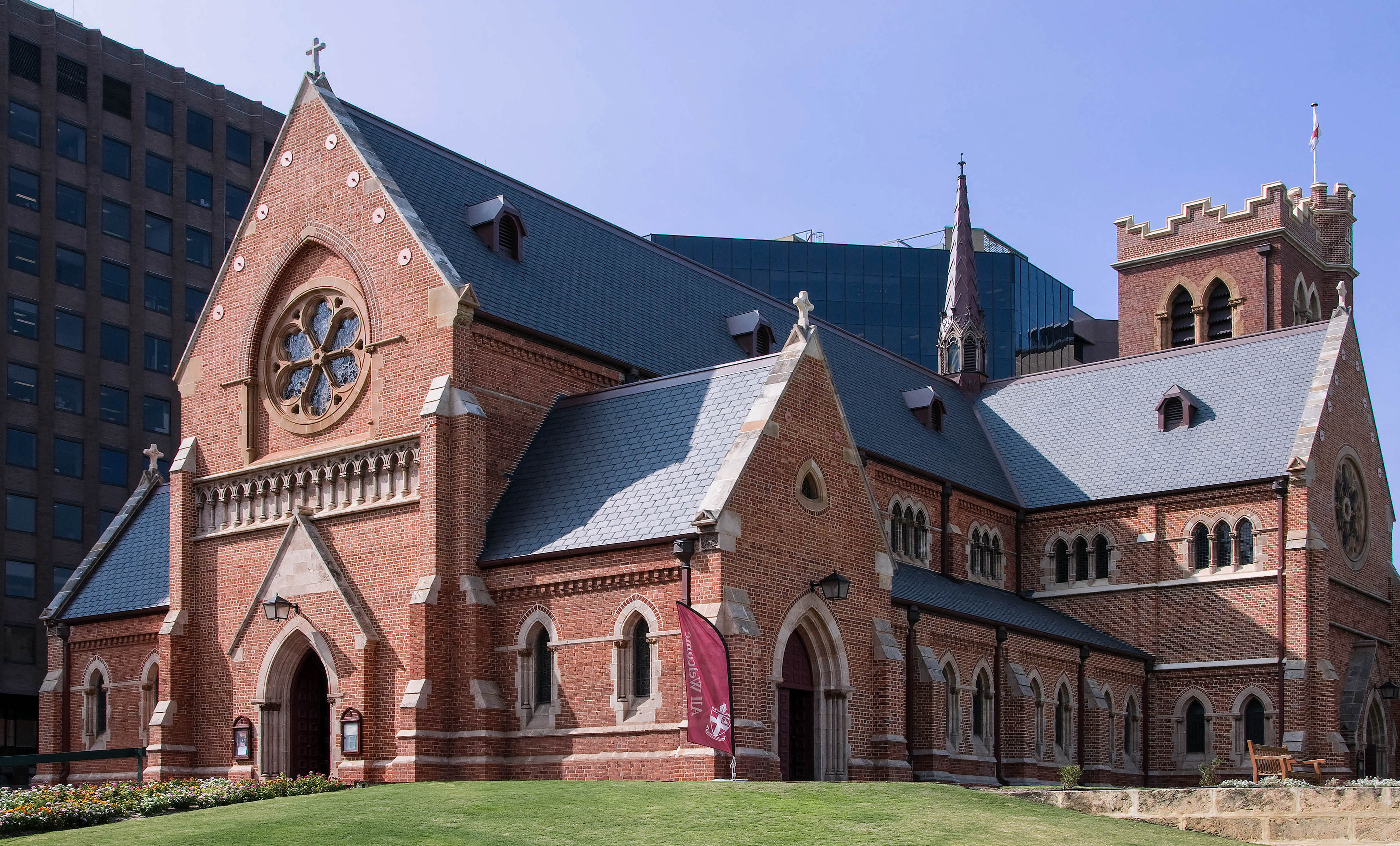

聖喬治座堂（St George's Cathedral）是位於澳大利亞西澳大利亞州城市伯斯市中心聖喬治露台的一座聖公會教堂。聖喬治座堂修建於1879年至1888年，為維多利亞時期風格建築。在2005年至2008年期間，聖喬治座堂進行了大規模修繕。

## 外部連結
维基共享资源上的相關多媒體資源：聖喬治座堂
- St George's Cathedral website （页面存档备份，存于）

31°57′21″S 115°51′40″E / 31.9557°S 115.8612°E